# 47e législature de la Chambre des représentants de l'Uruguay
 (janvier 2017).
Motif : une liste de liens rouges n'a que peu d'intérêt, rajouter les circonscriptions serait une bonne idée
 (janvier 2017).
Si vous disposez d'ouvrages ou d'articles de référence ou si vous connaissez des sites web de qualité traitant du thème abordé ici, merci de compléter l'article en donnant les références utiles à sa vérifiabilité et en les liant à la section « Notes et références ».
Cet article présente la liste des membres de la 47e législature de la Chambre des représentants de l'Uruguay.

## Frente Amplio
- Roque Arregui
- Alfredo Asti
- Julio Bango
- Julio Battistoni
- José Bayardi
- Gustavo Bernini
- Graciela Cáceres
- Felipe Carballo
- Roberto Conde
- Hugo Dávila
- Walter de León
- Gonzalo de Toro
- Julio César Fernández
- Roberto Fracchia
- Julio Balmelli
- Óscar Groba
- Doreen Ibarra
- María Elena Laurnaga
- Andrés Lima
- José Carlos Mahía
- Rubén Martínez Huelmo
- Felipe Michelini
- Gonzalo Mujica
- Jorge Orrico
- Yerú Pardiñas
- Ivonne Passada
- Daniela Payssé
- Guzmán Pedreira
- Aníbal Pereyra
- Roberto Pereyra
- Susana Pereyra
- Darío Pérez
- Esteban Pérez
- Pablo Pérez
- Mario Perrachón
- Jorge Pozzi
- Luis Puig
- Edgardo Rodríguez
- Gustavo Rombys
- Sebastián Sabini
- Alejandro Sánchez
- Bertha Sanseverino
- Víctor Semproni
- Juan Carlos Souza
- Martín Tierno
- Hermes Toledo
- Daisy Tourné
- Carlos Varela
- Dionisio Vivián
- Horacio Yanes

## Parti national
- Pablo Abdala
- Verónica Alonso
- Gerardo Amarilla
- Bertil Bentos
- Ricardo Berois
- Gustavo Borsari
- Sergio Botana
- Rodolfo Caram
- José Carlos Cardoso
- Alberto Casas
- Antonio Chiesa
- Álvaro Delgado
- Jorge Gandini
- Javier García Duchini
- Rodrigo Goñi
- Pablo Iturralde
- Luis Alberto Lacalle Pou
- Daniel Mañana
- Amin Niffouri
- Gonzalo Novales
- Adriana Peña
- Daniel Peña Fernández
- Alberto Perdomo
- Marcos Pérez Machado
- Ana Lía Piñeyrúa
- Ricardo Planchón Geymonat
- Nelson Rodríguez Servetto
- Dardo Sánchez Cal
- Jaime Trobo
- Carmelo Vidalín

## Parti Colorado
- Fernando Amado
- José Amy
- Daniel Bianchi
- Fitzgerald Cantero
- Germán Cardoso
- Gustavo Cersósimo
- Cecilia Eguiluz
- Gustavo Espinosa
- Guillermo Facello
- Juan Manuel Garino
- Aníbal Gloodtdofsky
- Alma Mallo
- Graciela Matiaude
- Martha Montaner
- Richard Sander
- Juan Ángel Vázquez
- Walter Verri

## Parti indépendant
- Iván Posada
- Daniel Radío